# Rasta Government
Rasta Government – jedenasty album studyjny Juniora Reida, jamajskiego wykonawcy muzyki roots reggae i dancehall.
Płyta została wydana w roku 2003 przez J.R. Productions, własną wytwórnię Reida. Wokalista zajął się również produkcją krążka.

## Lista utworów
1. "Rasta Government"
2. "Propaganda"
3. "Jah Is The One"
4. "Key To The World"
5. "Caribbean Girl"
6. "Dreadlocks Lover"
7. "Movie Star"
8. "Survivor"
9. "Man A Nuh Taliban"
10. "Serpent"
11. "Messenger"
12. "Happy Birds"
13. "Hat Over Turban"
14. "Nah Say Blood"
15. "X World Of Stranger"
16. "One Blood (remix)"
17. "One Blood (Spanish)"
18. "Redemption Song"
19. "Chant Down Babylon"

## Muzycy
- Paul "Jazzwad" Yebuah - gitara
- Chris Meredith - gitara basowa
- Aston "Familyman" Barrett - gitara basowa
- Anthony Thomas - perkusja
- Lincoln "Style" Scott - perkusja
- Felix "Deadly Headley" Bennett - saksofon
- Heather Cummings - chórki